# Jerstrup
Jerstrup er en gammel gård. Jerstrup nævnes første gang i 1328 og er nu en avlsgård under Gyldensteen. Gården ligger i Grindløse Sogn, Skam Herred, Nordfyns Kommune. Hovedbygningen er opført i 1719 og ombygget i 1944-1945 ved Hans Georg Skovgaard.
Jerstrup Avlsgård er på 210 hektar og parken er på 3,5 hektar

## Ejere af Jerstrup
- (1328-1353) Niels Eriksen Banner
- (1353-1534) Ukendt Ejere
- (1534-1544) Jørgen Henningen Qvitzow
- (1544) Hilleborg Jørgensdatter Qvitzow gift Emmiksen
- (1544-1561) Mourids Emmiksen
- (1561-1576) Anders Mouridsen Emmiksen
- (1576) Tale Mouridsdtatter Emmiksen gift Brockenhuus
- (1576-1598) Eiler Brockenhuus
- (1598) Maren Eilersdatter Brockenhuus gift von Aschersleben
- (1598-1625) Jørgen von Aschersleben
- (1625-1630) Jørgen von Ascherslebens dødsbo
- (1630-1641) Mourids Eilersen von Aschersleben
- (1641-1647) Ellen Gjøe gift von Aschersleben
- (1647-1655) Ida Mortensdatter Skinkel
- (1655-1658) Mette Krabbe
- (1658-1675) Dorthe Daa gift Krabbe
- (1675-1678) Niels Gregersen Krabbe / Claus Gregersen Krabbe
- (1678-1681) Claus Gregersen Krabbe
- (1681-1682) Marie Sophie Bielke gift Krabbe
- (1682-1694) Helmuth Otto von Winterfeldt
- (1694) Hedevig Sophie Helmuthsdatter von Winterfeldt gift von Warnstedt
- (1694-1719) Hans Joachim von Warnstedt
- (1719-1737) Frederik Jensen Lassen
- (1737-1739) Anne Margrethe Lassen
- (1739) Seneca Hagedorn
- (1739-1757) Knud Fogh
- (1757) Markus Fogh
- (1757-1758) Laurids Switzer
- (1758-1760) Eva Margrethe Grüner
- (1760-1779) Hans Lindholm
- (1779-1788) Laurids Lindegaard
- (1788-1804) Jacob Østrup
- (1804-1827) Constance Frederikke Henriette Johansdatter lensgrevinde von Knuth-Gyldensteen gift (1) Bernstorff (2) Stolberg (3) Rantzau (4) de Wansonwitz
- (1827-1837) Andreas Erich Heinrich Erns lensgreven Bernstorff-Gyldensteen
- (1837-1898) Johan Hartvig Ernst lensgreve Bernstorff-Gyldensteen
- (1898-1934) Hugo Kuno Georg lensgreve Bernstorff-Gyldensteen
- (1934-1944) Erich Adolph Ernst lensgreve Bernstorff-Gyldensteen
- (1944-1984) Carl Johan Friedrich Franz Hugo Mogens lensgreve Bernstorff-Gyldensteen
- (1984-2000) Frants Erich lensgreve Bernstorff-Gyldensteen
- (2000-) Frants Erich lensgreve Bernstorff-Gyldensteen (avlsgården)
- (2000-2007) Mary Paul / Niels Jespersen (hovedbygningen)
- (2007-) Ingelise, Hermann & Francesca Schimko til Harritslevgård (hovedbygningen)

|  | Denne artikel om en bygning eller et bygningsværk kan blive bedre, hvis der indsættes et (bedre) billede. Du kan hjælpe ved at afsøge Wikimedia Commons for et passende billede eller lægge et op på Wikimedia Commons med en af de tilladte licenser og indsætte det i artiklen. |

55°33′36″N 10°12′18″Ø / 55.56000°N 10.20500°Ø